# Elmer Belt Library of Vinciana
Elmer Belt Library of Vinciana - instytut zajmujący się gromadzeniem zbiorów na temat włoskiego artysty renesansowego, Leonarda da Vinci. Biblioteka została ufundowana przez Elmera Belta i nazwana na jego cześć. 1961 r. jej zbiory zostały przekazane Uniwersytetowi Kalifornijskiemu w Los Angeles. Następnie zostały wzbogacone dzięki pomocy wykładowcy i badacza Carla Pedrettiego.